# جوليس نويل
جوليس نويل (بالفرنسية: Jules Noël)‏ هو لاعب دفع الجلة فرنسي، ولد في 27 يناير 1903 في نورينت فونتس في فرنسا، وتوفي في 19 مايو 1940 في Escaudœuvres ‏ في فرنسا.

## وصلات خارجية
- جوليس نويل على موقع أوليمبيديا (الإنجليزية)